# Nhóm ngôn ngữ Ả Rập
Nhóm ngôn ngữ Ả Rập hoặc nhóm ngôn ngữ Bắc bán đảo Ả Rập, bao gồm các ngôn ngữ và phương ngữ được nói ở Bắc-Trung bán đảo Ả Rập và Nam Syria vào thời tiền Hồi giáo, phần lớn trong số đó là hậu duệ của ngôn ngữ Ả Rập nguyên thủy, bao gồm:
- Ngôn ngữ Bắc Ả Rập cổ đại (bao gồm Safait và Hism cổ)
- Tiếng Ả Rập cổ, ngôn ngữ của Nam Levant và Tây Bắc Ả Rập trong thời kỳ tiền Hồi giáo và các phương ngữ của nó
  - Tiếng Ả Rập Nabataean
  - Tiếng Hejaz cổ
  - Hismaic
  - Safaitic
- Tiếng Ả Rập cổ điển, ngôn ngữ phụng vụ của Hồi giáo xuất hiện vào thế kỷ thứ 7 Công nguyên
- Tiếng Tân Ả Rập, hậu duệ của tiếng Ả Rập cổ đại, bao gồm: 
  - Tiếng Ả Rập thông tục
    - Tiếng Ả Rập Maghreb cũng được gọi là tiếng Ả Rập Tây 
      - Phương ngữ Ả Rập tiền Hilalia
      - Koiné 
        - Tiếng Ả Rập Algérie
        - Tiếng Ả Rập Maroc
        - Tiếng Ả Rập Tunisia
        - Tiếng Ả Rập Libya
        - Tiếng Ả Rập Sahara Algérie
        - Tiếng Ả Rập Andalucia (biến mất)
        - Tiếng Ả Rập Sicilia (biến mất) 
          - Tiếng Malta

      - Tây Bedouin 
        - Tiếng Ả Rập Hassaniya
        - Tiếng Ả Rập Sahara Algérie

    - Tiếng Ả Rập Bắc
      - Tiếng Ả Rập Levant
        - Tiếng Ả Rập Bắc Levant
          - Tiếng Ả Rập Syria
          - Tiếng Ả Rập Liban

        - Tiếng Ả Rập Nam Levant
          - Tiếng Ả Rập Jordan
          - Tiếng Ả Rập Palestine

        - Tiếng Ả Rập Síp
        - Tiếng Ả Rập Levant Bedawi

      - Tiếng Ả Rập vùng Lưỡng Hà
        - Gelet
          - Cụm phương ngữ Tigris 
            - Tiếng Ả Rập Baghdad

          - Cụm phương ngữ Euphrate
          - Tiếng Ả Rập Khuzestan

        - Qeltu

    - Tiếng Ả Rập bán đảo còn gọi là tiếng  Ả Rập Nam 
      - Tiếng Ả Rập vùng Vịnh
        - Tiếng Ả Rập Kuwait
        - Phương ngữ Qatar và UAE.

      - Tiếng Ả Rập Shihhi
      - Tiếng Ả Rập Oman
      - Tiếng Ả Rập Dhofar
      - Tiếng Ả Rập Najd
      - Tiếng Ả Rập Hejaz
        - Tiếng Ả Rập Rashaida

      - Tiếng Ả Rập Bahrain
      - Tiếng Ả Rập Yemen
        - Tiếng Ả Rập Hadhramaut
        - Tiếng Ả Rập Sanʽani
        - Tiếng Ả Rập Taʽizzi-Adeni
        - Tiếng Ả Rập Tihamiyya
        - Tiếng Ả Rập Somalia
        - Tiếng Ả Rập Bareq

    - Tiếng Ả Rập Trung 
      - Tiếng Ả Rập Ai Cập
      - Tiếng Ả Rập Saʽidi
      - Tiếng Ả Rập Sudan
        - Tiếng Ả Rập Nubi (creole dựa trên tiếng Ả Rập Sudan)
        - Tiếng Ả Rập Juba (creole dựa trên tiếng Ả Rập Sudan)
- Tiếng Ả Rập chuẩn hiện đại, phương ngữ tiêu chuẩn của tiếng Ả Rập đại chúng được sử dụng từ thế kỷ 19 và phiên bản hiện đại hóa của ngôn ngữ phụng vụ Hồi giáo

## Văn liệu
- Cantineau, Jean (1955). "La dialectologie arabe", Orbis 4:149–169.
- Fischer, Wolfdietrich, & Otto Jastrow (ed) (1980). Handbuch der arabischen Dialekte, Wiesbaden: Harrasowitz.
- Kaye, Alan S., & Judith Rosenhouse (1997). "Arabic Dialects and Maltese", The Semitic Languages. Ed. Robert Hetzron. New York: Routledge. Pages 263–311.
- Lozachmeur, H., (ed.), (1995). Presence arabe dans le croissant fertile avant l'Hegire (Actes de la table ronde internationale Paris, 13 Novembre 1993) Paris: Editions Recherche sur les Civilisations. ISBN 2-86538-254-0
- Macdonald, M.C.A., (2000). "Reflections on the linguistic map of pre-Islamic Arabia" Arabian Archaeology and Epigraphy 11(1), 28–79
- Scagliarini, F., (1999). "The Dedanitic inscriptions from Jabal 'Ikma in north-western Hejaz" Proceedings of the Seminar for Arabian Studies 29, 143–150 ISBN 2-503-50829-4
- Sobelman, H., (ed.) (1962). Arabic Dialect Studies, Washington, D.C.: Center for Applied Linguistics and the Middle East Institute.
- Winnett, F.V. & Reed, W.L. (1970). Ancient Records from North Arabia, Toronto: University of Toronto